# یواس‌سی‌جی‌سی لرل (دبلیوال‌بی-۲۹۱)
یواس‌سی‌جی‌سی لرل (دبلیوال‌بی-۲۹۱) (به انگلیسی: USCGC Laurel (WLB-291)) یک کشتی بود که طول آن ۱۸۰ فوت (۵۵ متر) بود. این کشتی در سال ۱۹۴۲ ساخته شد. آفرین